# XO (label)
Pour les articles homonymes, voir XO.
XO, également connue sous le nom XO Records, est une maison de disques canadienne fondée en 2012 par The Weeknd et son manager Amir Esmailian.
Le label opère en tant que filiale d'Universal Music Group et il est distribué par Republic Records. Les artistes qui ont signé chez XO sont actuellement The Weeknd, Belly, Nav, Chxrry22. Quatre albums sous le label ont atteint la première position du Billboard 200, dont quatre de The Weeknd : Beauty Behind the Madness, Starboy, My Dear Melancholy, After Hours ; et un de Nav Bad Habits (en).

## Artistes du label

### Artistes actuels
| Artiste    | Année de signature | Sorties du label |
| ---------- | ------------------ | ---------------- |
| The Weeknd | 2012               | 12               |
| Belly      | 2015               | 7                |
| Nav        | 2016               | 7                |
| Chxrry22   | 2022               | 6                |

### Artistes ayant quitté le label
| Artiste      | Année de signature | Sorties du label |
| ------------ | ------------------ | ---------------- |
| 88Glam       | 2017–2020          | 5                |
| Black Atlass | 2018–2022          | 2                |

### Producteurs internes
- Kerwin Frost (en)[4]